# Криволак
Кривола́к (колишнє Кривалак; мак. Криволак) — село у Північній Македонії, у складі общини Неготино Вардарського регіону.
Населення — 1021 особа (перепис 2002) в 273 господарствах.